# Cementerio de la Iglesia de la Trinidad
El Cementerio de la Iglesia de la Trinidad son tres cementerios separados asociados con la parroquia de la Iglesia de la Trinidad de Nueva York (Estados Unidos). El primero, Trinity Churchyard, está ubicado en el Bajo Manhattan en 74 Trinity Place, cerca de Wall Street y Broadway. Alexander Hamilton, Albert Gallatin y Robert Fulton están enterrados en el Trinity Churchyard del centro de la ciudad.
El segundo cementerio de la parroquia Trinity es el Cementerio de la Capilla de San Pablo, que también se encuentra en el bajo Manhattan (aproximadamente 402 m), seis cuadras al norte de Trinity Church. Fue creado en 1766. Ambos cementerios están cerrados a nuevos entierros.
El tercer lugar de entierro de Trinity, Trinity Church Cemetery and Mausoleum, ubicado en Hamilton Heights en el Alto Manhattan, es uno de los pocos sitios de entierro activos en Manhattan. El cementerio y mausoleo de la Iglesia de la Trinidad figura en el Registro Nacional de Lugares Históricos y es el lugar de entierro de personas notables, incluidos John James Audubon, John Jacob Astor IV, el alcalde Edward I. Koch, el gobernador John Adams Dix y Eliza Jumel. En 1823, Nueva York prohibió todos los entierros al sur de la calle Canal debido al hacinamiento de la ciudad, la fiebre amarilla y otros temores de salud pública.
Después de considerar ubicaciones en el Bronx y partes del entonces nuevo Greenwood Cemetery, en 1842 Trinity Parish compró el terreno que ahora limita con las calles 153, 155, Ámsterdam y Riverside para establecer Trinity Church Cemetery and Mausoleum. El cementerio está ubicado junto a la Capilla de la Intercesión que Audubon cofundó en 1846, pero esta capilla ya no forma parte de la parroquia de la Trinidad. James Renwick, Jr., es el arquitecto del cementerio de la Iglesia de la Trinidad y Calvert Vaux realizó más actualizaciones. El cementerio de la parte alta también es el centro del distrito Heritage Rose de Nueva York.
Un cementerio que ya no existe era el antiguo cementerio de San Juan para la capilla de San Juan. Esta ubicación está delimitada por las calles Hudson, Leroy y Clarkson cerca de Hudson Square. Estuvo en uso desde 1806 hasta 1852 con más de 10 000 entierros, en su mayoría pobres y jóvenes. En 1897, se convirtió en el paruqe de San Juan y la mayoría de los entierros quedaron en su lugar. Más tarde, el parque pasó a llamarse Hudson Park y ahora es el parque James J. Walker. (Este parque es diferente de un parque de San Juan separado, un antiguo parque privado y bloque residencial aproximadamente a una milla al sur que ahora sirve como parte del acceso al Túnel Holland).

## Entierros notables

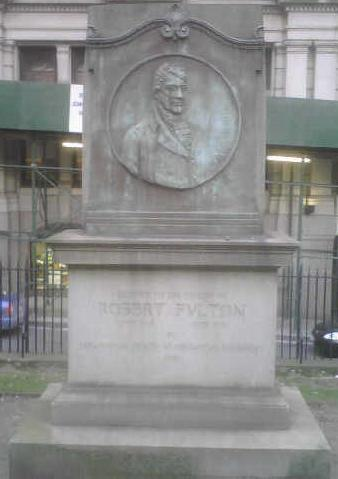
Un cenotafio erigido por la Sociedad Estadounidense de Ingenieros Mecánicos en honor a Robert Fulton en Trinity Churchyard.

### Trinity Churchyard (Broadway y Wall Street)
- William Alexander, Lord Stirling (1726-1783), general de división del Ejército Continental durante la Revolución de las Trece Colonias
- John Alsop (1724-1794), delegado del Congreso Continental
- William Bayard Jr. (1761-1826), banquero
- William Berczy (1744–1813), pintor y pionero canadiense enterrado en una tumba sin nombre y nombre registrado como William Burksay
- William Bradford (1660-1752), impresor estadounidense colonial
- Richard Churcher (1676-1681), un niño cuya tumba está marcada con la lápida tallada más antigua de Nueva York
- Angelica Schuyler Church (1756–1814), hija de Philip Schuyler, hermana de Elizabeth Schuyler Hamilton y Margarita Schuyler Van Rensselaer
- Michael Cresap (1742-1775), hombre de la frontera
- James De Lancey (1703-1760), gobernador colonial de Nueva York
- John R. Fellows (1832–1896), congresista
- Robert Fulton (1765–1815), inventor del primer barco de vapor comercialmente exitoso
- Albert Gallatin (1761–1849), congresista, Secretario del Tesoro, fundador de la Universidad de Nueva York
- Horatio Gates (1727–1806), general del Ejército Continental durante la Revolución Americana
- James Gordon (1735–1783), 80. ° Regimiento de Infantería (Voluntarios Reales de Edimburgo) Teniente Coronel
- Aaron Hackley, Jr. (1783–1868), congresista
- Alexander Hamilton (1755/57–1804), patriota revolucionario estadounidense y padre fundador ; primer Secretario del Tesoro de los Estados Unidos y firmante de la Constitución de los Estados Unidos, esposo de Elizabeth Schuyler Hamilton
- Elizabeth Schuyler Hamilton (1757–1854), cofundadora y subdirectora del primer orfanato privado de Nueva York,[7] ahora Graham Windham
- Philip Hamilton (1782–1801), primer hijo de Elizabeth Schuyler Hamilton y Alexander Hamilton, nieto del general estadounidense Philip Schuyler, sobrino de Angelica Schuyler Church y Margarita Schuyler Van Rensselaer
- John Sloss Hobart (1738-1805), senador
- William Hogan (1792–1874), congresista estadounidense
- James Lawrence (1781-1813), héroe naval durante la guerra de 1812
- Francis Lewis (1713–1802), firmante de la Declaración de Independencia
- Walter Livingston (1740-1797), delegado al Congreso Continental
- Luther Martin (1744–1826), delegado al Congreso Continental
- Charles McKnight (1750-1791), cirujano del Ejército Continental
- John Jordan Morgan (1770–1849), congresista
- Hercules Mulligan (1740-1825), espía durante la Revolución Americana, amigo de Alexander Hamilton
- Thomas Jackson Oakley (1783–1857), congresista
- John Morin Scott (1730-1784), delegado del Congreso Continental, general de la Guerra Revolucionaria, primer secretario de estado de Nueva York
- George Templeton Strong (1820-1875), cronista, abolicionista, abogado
- Robert Swartwout (1779–1848), general de brigada, intendente general de la Guerra de 1812
- Silas Talbot (1750-1813), comodoro de la Marina de los EE. UU., segundo capitán del USS Constitution
- John Watts (1749–1836), congresista
- Franklin Wharton (1767–1818), Comandante de la Infantería de Marina, 1804–1818
- Hugh Williamson (1735–1802), político estadounidense, firmante de la Constitución de los Estados Unidos
- John Peter Zenger (1697-1746), editor de un periódico cuyo juicio por difamación ayudó a establecer el derecho a la libertad de prensa[8][9]

En la esquina noreste se encuentra el Monumento a los Soldados, con una placa que dice: "En una reunión de Ciudadanos celebrada en el Ayuntamiento de la Ciudad de Nueva York el 8 de junio de 1852: Se resolvió que la Ereción de un Monumento devenir con las inscripciones apropiadas por Trinity Church a la memoria de aquellos grandes y buenos hombres que murieron mientras estaban en cautiverio en la antigua Sugar House y fueron enterrados en Trinity Church Yard en esta ciudad será un acto gratificante no solo para los asistentes a esta reunión sino para todos los ciudadanos estadounidenses."
Charles I. Bushnell cuestiona la afirmación de que esos prisioneros están enterrados en Trinity Churchyard, quien argumentó en 1863 que Trinity Church no los habría aceptado porque apoyaba a Gran Bretaña. El historiador Edwin G. Burrows explica cómo se relacionó la controversia con una propuesta para construir una calle pública a través del cementerio.

### Cementerio y mausoleo de Trinity Church (770 Riverside Drive)

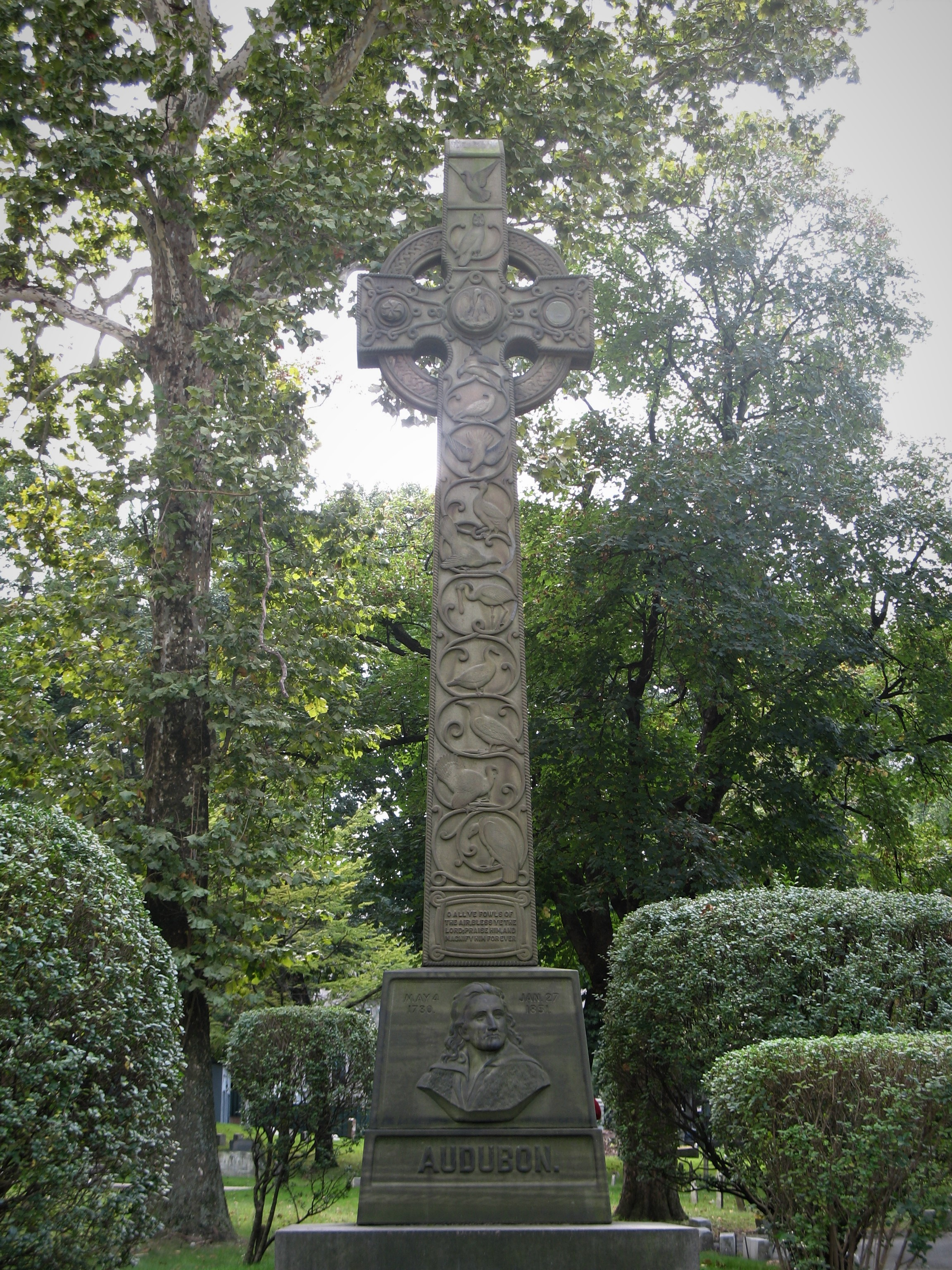
Cruz erigida en 1893 por la Academia de Ciencias de Nueva York en honor a John James Audubon.

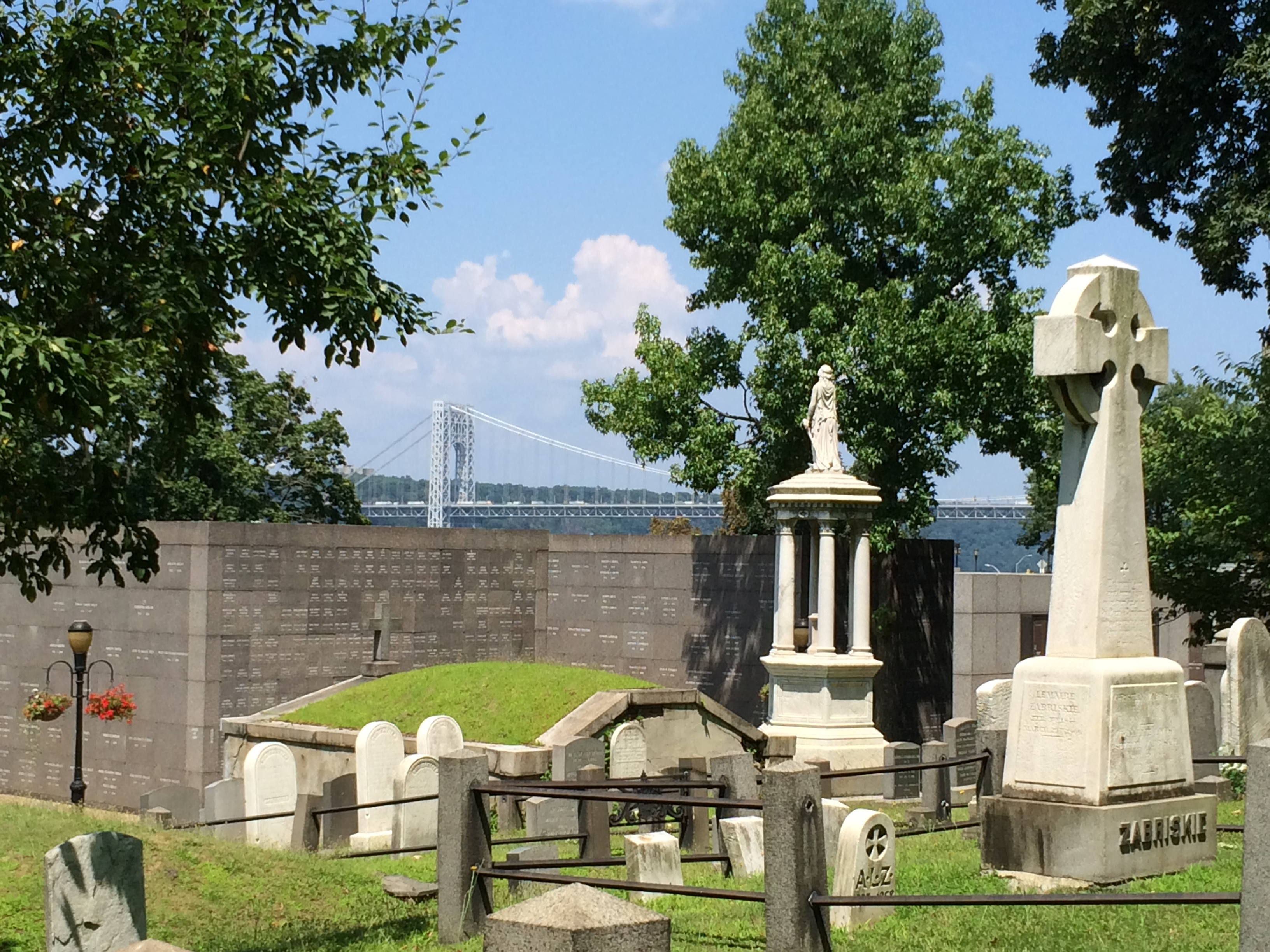
Una vista actual del cementerio con el puente George Washington visible al fondo.

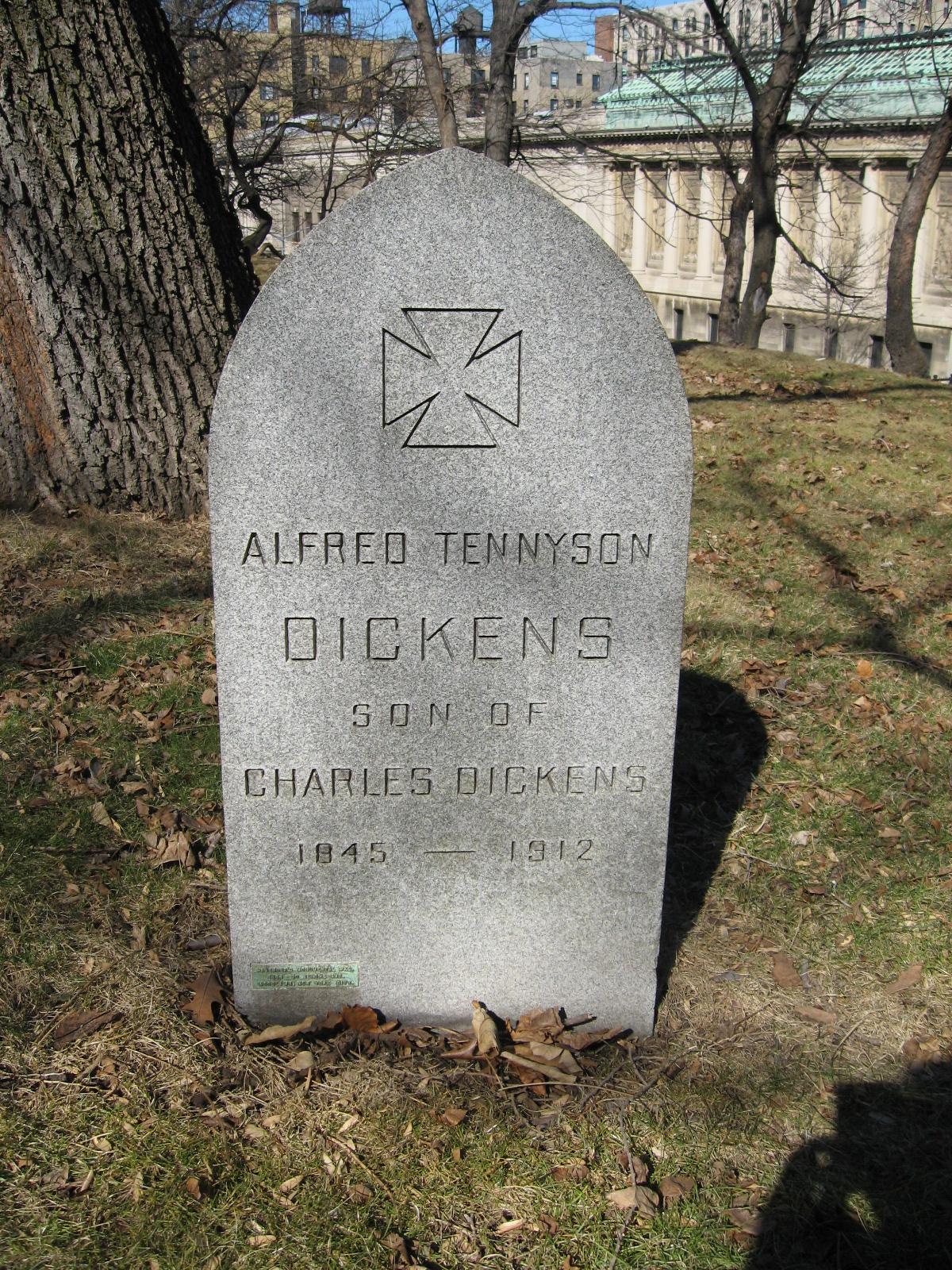
La tumba de Alfred Dickens en el cementerio y mausoleo de Trinity Church

- Amsale Aberra (1954-2018), diseñadora de moda y empresaria etíope-estadounidense
- Mercedes de Acosta (1893-1968), escritora, socialité
- Rita de Acosta Lydig (1876-1929), socialité
- John Jacob Astor (1763–1848) magnate empresarial, progenitor de la familia Astor de Nueva York
- John Jacob Astor III (1822-1890), financiero y filántropo
- John Jacob Astor IV (1864-1912), millonario muerto en el hundimiento del Titanic
- John Jacob Astor VI (1912-1992), magnate naviero
- William Backhouse Astor, Sr. (1792–1875), empresario inmobiliario
- William Backhouse Astor, Jr. (1829–1892), empresario y criador / propietario de caballos de carreras
- John James Audubon (1785–1851), ornitólogo y naturalista
- Will Barnet (1911-2012), artista[13]
- Estelle Bennett (1941-2009), miembro del grupo de chicas de la década de 1960 The Ronettes
- John Romeyn Brodhead (1814–1873) Historiador de la Nueva York colonial temprana
- John J. Cisco (1806–1884), tesorero adjunto de los Estados Unidos bajo los presidentes Franklin Pierce, James Buchanan y Abraham Lincoln
- John Winthrop Chanler (1826–1877), congresista de los Estados Unidos
- Robert Winthrop Chanler (1872-1930), muralista y diseñador
- William Astor Chanler (1867-1934), congresista de los Estados Unidos
- Cadwallader D. Colden (1769-1834), Sociedad Abolicionista de Manumisión de Nueva York (1806-1834); Alcalde de Nueva York (1818-1821)
- William Augustus Darling (1817–1895), congresista de los Estados Unidos
- Alfred D'Orsay Tennyson Dickens (1845-1912), disertante sobre la vida de su padre, Charles Dickens
- John Adams Dix, (1798–1879) soldado, senador de los Estados Unidos, secretario del Tesoro, gobernador de Nueva York, estadista
- Ralph Ellison, (1914-1994), novelista, crítico y educador, autor de Invisible Man
- Henry Erben (1832-1909), contraalmirante de la Marina de los Estados Unidos, sirviendo en la guerra civil estadounidense y la guerra hispanoamericana
- Herman D. Farrell Jr. (1932–2018), miembro de la Asamblea del estado de Nueva York
- Madeleine Talmage Force (1893-1940), miembro de la alta sociedad, sobreviviente del Titanic, segunda esposa de John Jacob Astor IV
- Bertram Goodhue (1869-1924), arquitecto y diseñador tipográfico estadounidense, diseñó la Capilla Rockefeller en la Universidad de Chicago.
- Cuba Gooding Sr. (1944-2017), cantante y actor
- Edward Haight (1817–1885), congresista de los Estados Unidos
- Katherine Corri Harris (1890-1927), actriz de cine mudo estadounidense
- Abraham Oakey Hall (1826–1898), alcalde de Nueva York
- Anthony Philip Heinrich (1781–1861), compositor estadounidense y presidente fundador de la Sociedad Filarmónica de Nueva York
- Geoffrey Lamont Holder (1930-2014), actor, bailarín y coreógrafo trinitario-estadounidense, actor principal del Metropolitan Opera Ballet en Nueva York, interpretó al barón Samedi en Live and Let Die
- David Hosack (1769-1835), médico, botánico, educador, atendió la herida mortal de Alexander Hamilton
- Charles C. Ingham (1797–1863), retratista irlandés-estadounidense
- Eliza Jumel (1775–1865), segunda esposa de Aaron Burr
- Dita Hopkins Kinney (1855-1921) primera superintendente del Cuerpo de Enfermeras del Ejército de los Estados Unidos (1901-1909)
- Edward I. Koch (1924-2013), alcalde de Nueva York (1978-1989)[14]
- John Lewis (1920-2001), pianista de jazz estadounidense y fundador del Modern Jazz Quartet
- Robert O. Lowery (1916-2001) primer comisionado de bomberos afroamericano de Nueva York (1966-1973)
- George Malloy (1920-2008), pianista, acompañó a Camilla Williams cantando " The Star-Spangled Banner ", antes de que Martin Luther King Jr. pronunciara su discurso " Tengo un sueño ", durante la Marcha de agosto de 1963 en Washington por el trabajo y la libertad.
- Robert Bowne Minturn (1805-1866), destacado comerciante y filántropo de Nueva York; cargador propietario de Flying Cloud
- James Monroe (1799–1870), congresista
- Clement Clarke Moore (1779–1863), clérigo, autor atribuido del poema navideño Una visita de San Nicolás
- Jerry Orbach (1935-2004), actor[15]
- Samuel B. Ruggles (1799–1881), político, miembro de la Asamblea del Estado de Nueva York, donó el terreno utilizado para crear Gramercy Park en Nueva York
- Francis Shubael Smith (1819–1887), cofundador de la publicación Street & Smith
- Caroline Webster Schermerhorn (1830-1908), miembro de la alta sociedad, decana de la sociedad Gilded Age New York
- Thomas Fielding Scott (1807–1867), primer obispo episcopal misionero de Washington y Oregón
- Samuel Seabury (1873-1958), juez de Nueva York, que no debe confundirse con el conocido rival de Alexander Hamilton
- Frederick Clarke Withers (1828-1901), arquitecto inglés-estadounidense de estilo gótico victoriano alto
- Fernando Wood (1812–1881), alcalde de Nueva York

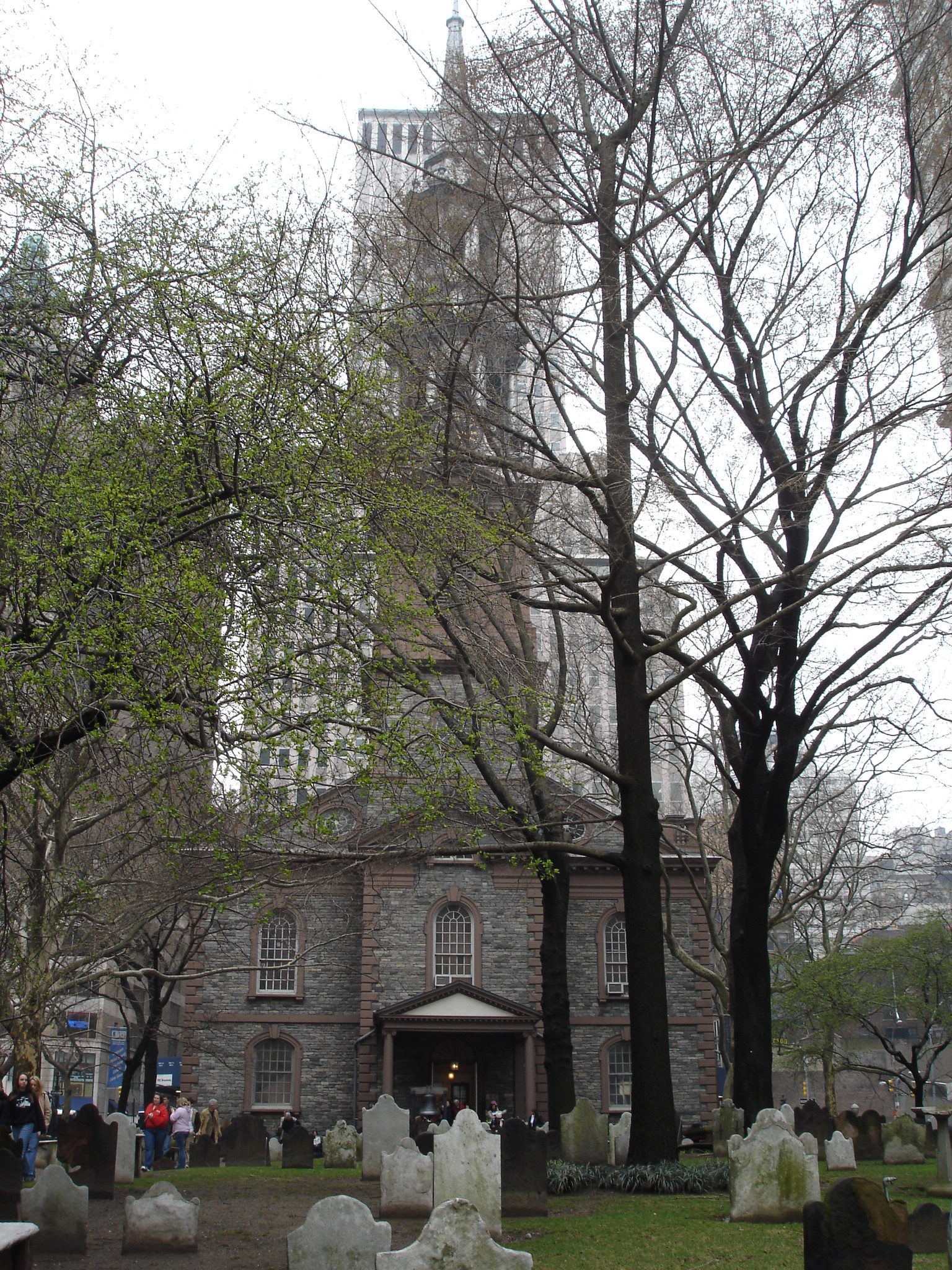
Lápidas en el cementerio de la capilla de San Pablo

### Cementerio de la capilla de San Pablo (Broadway en Fulton Street)
- George Frederick Cooke (1756-1812), actor
- Richard Coote, primer conde de Bellomont (1636-1701), gobernador colonial británico
- John Holt (1721-1784), editor
- William Houstoun (1755–1813), delegado del Congreso Continental por quien se nombró Houston Street
- Richard Montgomery (1738-1775) General de División del Ejército Continental durante la Revolución Estadounidense
- Stephen Rochefontaine (1755–1814), oficial del Ejército Continental durante la Revolución Americana